# Zákon o zásluhách Edvarda Beneše
Zákon o zásluhách Edvarda Beneše, neoficiálně Lex Beneš, je český zákon přijatý Parlamentem České republiky a vyhlášený ve Sbírce zákonů pod číslem 292/2004 Sb. Tento zákon stanoví, že se Edvard Beneš zasloužil o stát. Zákon vznikl po vzoru podobných zákonů, o zásluhách T. G. Masaryka a o zásluhách M. R. Štefánika. Ve sbírce zákonů vyšel 14. května 2004 v částce 96.

## Průběh schvalování
Zákon navrhli poslanci Jitka Gruntová (zvolena za KSČM), Radko Martínek a Karel Šplíchal (ČSSD), sněmovna zákon schválila 24. února 2004 a postoupila Senátu, Senát ho však 25. března 2004 zamítl (pro schválení návrhu na schválení se vyslovilo 12 senátorů pro, 28 proti z 65 přítomných. Pro zamítnutí zákona hlasovalo 44 senátorů, proti nikdo ze 65 přítomných.).
13. dubna 2004 sněmovna veto Senátu přehlasovala.
Prezident Václav Klaus však zákon v zákonné lhůtě ani nepodepsal ani nevrátil zpět sněmovně, což vyvolalo dohady mezi právníky, zda prezident vůbec má na podobné jednání právo.[zdroj?]